# ナナシ ノ ゲエム
『ナナシ ノ ゲエム』は、2008年7月3日にスクウェア・エニックス社より発売されたニンテンドーDS用のソフト。

## 概要
「プレイすると一週間後に死んでしまう」と言われている「呪いのゲーム」の謎を解くことが目的。
本作は以下の2つのモードを交互に切り替えてプレイしていく。
- 一人称視点で3D画面を歩き回るモード
DSを縦にして、十字ボタンとタッチペンで操作する。移動速度は遅めになっているため、敵から逃げようとしてもなかなか距離が離れず、恐怖の演出に一役買っている。（十字ボタンの上を押すと走れる。）
- 「TS」（ツインスクリーン）と呼ばれる携帯ゲーム端末に配信される「呪いのゲーム」をプレイするモード
DSを横にして（一般的な持ち方で）、十字ボタンとA・Bボタンで操作する。この「呪いのゲーム」は、一見すると昔懐かしいオーソドックスなロールプレイングゲームなのだが、プレイが進むにつれ徐々に不可思議な現象が増えていく。（例：バグのようなちらつきが出る・ゲームの登場人物の名前が主人公の周辺人物の名前と一致する Etc）

基本的には、「事件に関係する場所を探索し、キーアイテムや情報を見つける（3D画面）」→「探索の要所で『ゲエム』の新たな展開が配信される」→「ゲエムの展開をヒントとしてさらに探索する」という流れで進行する。
ストーリーを一度クリアできれば「ミエナイモオド」が解放され、一定距離まで近づかないと敵が全く見えない上級者モードでプレイ可能。敵の足音や呪いのゲームの画面状況などで敵の位置を正確に判断する必要がある。

スクウェア・エニックスのゲームでは珍しく、開発者が匿名としている。続編の「ナナシ ノ ゲエム 目」が2009年8月27日に発売された。

## ストーリー
ある日突然、TSに配信されてくるという謎のゲーム。そのゲームをプレイした人間は、七日以内に死に至るという。
アトナノカ
南都大学で講義を受けていた主人公のTSに、突然ゲームが配信されてきた。ゲームの送り主で、主人公の先輩のオダカはそのゲームにハマってしまい、最近大学に姿を見せなくなってしまったという。
主人公の友人でありオダカの恋人であるリコに頼まれ、主人公はオダカのマンションに彼を呼びに行くことになる。しかし、そこで待っていたのは、数々の不可解な現象と謎のゲーム配信、そして死体となったオダカだった。
後に主人公を追ってオダカのマンションに駆けつけてきたリコも死体となったオダカを目撃する。
アトムイカ
オダカの謎の死から次の日、オダカの死により放心状態となっていたリコは、地下鉄南都線の電車に乗っていたところで携帯しているTSに呪いのゲームが配信される。
ゲームをプレイしてみたリコはオダカと思われるキャラクターが生前のオダカ本人の心境を語った後「リコの元へ迎えに行く」と宣言するという奇妙なストーリーを目の当たりにする。
その直後に現実世界にて、リコの電車にいた乗客が全員いなくなり、さらに死んだはずのオダカの「リコ！」という呼び声が電車内に響き渡るという怪奇現象が起こる。
リコはオダカの声に誘われるかのように電車の奥へと進んでいき、途中で電車の様子がおかしくなったり同じ車両内を無限ループしたり等、さらなる怪奇現象を掻い潜って電車の最奥部に辿り着くが、そこには死んだはずのオダカが立ち尽くしていた。
すぐさまオダカを追うリコだがオダカの姿が見当たらない。その直後に背後から様子のおかしいオダカに襲われ、リコも死亡してしまう。
アトイツカ
リコの死から次の日、主人公は領域横断情報学を提唱する南都大学の准教授である大山法基に呪いのゲームの件で呼ばれ、彼の『呪い』の定義を聞かされた後、大山が回収していたオダカのTSと別の被害者のTSと主人公のTSの受信メールアドレスの履歴を照らし合わせて見るように言われ、そこで主人公は3つのTSに共通して慈急総合病院のメールアドレスが表示されていることに気づく。
実は呪いのゲームは慈急総合病院を通じて配信されていたのだ。大山から呪いのゲームの謎に迫るためにも配信元である慈急総合病院へ行くよう指示された主人公は廃病院と化した慈急総合病院の奥へと進んでいく。
しかしその途中で主人公は亡霊のように肌が白く目と口が穴のように黒く染まった奇妙な顔をした人間に遭遇する。
その得体の知れない謎の人間たちを避けつつ主人公はTSのメールで大山からオダカとよく似た死に方をした被害者『湯谷紳』のカルテを探すよう指示され、慈急総合病院の最奥部である院長室にて湯谷紳のカルテを手に入れる。
しかし病院を後にしようとする主人公に呪いのゲームが配信され、そのゲーム内でリコと思われるキャラクターが生前のリコのオダカと主人公に対する心境を語り出し、その後「あたしが死んだのはあんたのせい」と言いがかりをつけ始める。
その直後に現実世界にて、突然主人公の隣から先程から遭遇してきた得体の知れない謎の人間のように変異したリコが現れ、主人公に襲い掛かる。主人公は変異したリコから全力で逃げ、なんとか廃病院を後にできた。
アトヨッカ
主人公の命日まであと四日となる次の日、主人公は慈急総合病院での出来事を大山に報告する。主人公が遭遇した得体の知れない人間たちを大山は『ルグレ』と名付けた。ルグレは呪いのゲームの真相に迫ろうとする者を排除する存在であり、慈急総合病院にやってきた主人公は呪いのゲームから排除対象として見なされていたのだった。
そして主人公が回収した湯谷紳のカルテから湯谷はゲーム会社『ユタソフト』の社長であり、ユタソフトは呪いのゲームの開発元であることが発覚し、呪いのゲームに関する情報を得るために大山は主人公にユタソフトがあるショッピングモールの中野ブロードウェイセンターに向かうよう指示する。
中野ブロードウェイセンターにやってきた主人公に待ち受けていたのは慈急総合病院のときと同じく多数のルグレたちであった。多彩な方向から迫り来るルグレたちを避けつつ主人公は4階に位置するユタソフトへと辿り着き訪問するが、会社内は人気が全く無く、所々に物が倒れ資料が散りばめられているだけの廃墟と化していた。
主人公は会社内の机からユタソフトの社員名簿を回収してユタソフトを後にし、迫り来るルグレたちを上手く避けながら中野ブロードウェイセンターを脱出する。
アトミッカ
主人公の命日まであと三日となる次の日、主人公がユタソフトから回収した社員名簿からユタソフトの5人のスタッフの情報を知った大山は故人である社長の湯谷を除き、ディレクターの生田潮以外は行方不明であると語る。結果として呪いのゲームの真相に迫るにはディレクターの生田潮を訪ねる必要がある。
大山は社員名簿に載っていた生田の現住所を主人公に知らせ、主人公を生田の住居へ訪問するよう指示する。
しかし生田の住居に辿り着いた主人公は家が差し押さえを受けて競売にかけられている状態になっていることを知る。誰も住んでいないと思われる生田の家から手掛かりを探るべく、一室の割れた窓から家の中へ侵入した主人公は2階の子供部屋でひび割れた家族写真を見つけ、さらに子供部屋の押し入れに潜んでいた生田潮を発見する。
また家内調査の途中で配信されてきた呪いのゲームは生田家が娘一人の3人家族であり、生田潮と思われる父親が会社での仕事のために何日かしばらく家を留守にするという内容となっていた。父親が大好きな娘がしばらく母親と2人で暮らしつつ、家を留守にする父親に対する心境を描いていく。父親は娘と「帰ってきたら一緒にホテルへ行こう」という約束を交わしていたが、父親が家を出てから何日か時が経つにつれて娘は徐々に父親への不満を募らせていく。
そして生田発見直後に配信されたゲームでは、ある日娘が父親の件で母親に憤慨して家出をし、その後家出した娘と入れ替わるように謎の男性キャラクターがいきなり家に侵入し、母親を子供部屋に追い詰めて殺害するという恐ろしいストーリーとなっていた。
このように呪いのゲームから過去の生田家にまつわる出来事を追体験した主人公だが、突然主人公の目の前が家出した娘『生田あさひ』の視点になり、母親に怒った自分に反省して家に戻ってきたあさひの身に何が起きたかを彼女の視点を通じて知ることになる。
あさひは母親に謝るために母親がいる2階へ進むが、子供部屋で辺り一面を血まみれにしている眼鏡をかけたスーツ姿の男を目撃する。
この男はユタソフトの社長である湯谷紳であり、生田への私怨を抱いていた湯谷は生田家に侵入して子供部屋で生田の妻である生田朋花を惨殺していたのだ。
湯谷は続けてあさひも惨殺しようと彼女に近づくが、あさひは湯谷から逃げ、主人公が家に侵入するときに使った一室の割れた窓から生田家を出て行く。
その直後に過去のあさひ視点の幻視から目を覚ました主人公は生田家の一連の事件を知ることとなり、生田家の不幸により生気を失いかけていた生田が持っていた絵日記を回収して生田家を後にする。生田は警察に保護されることとなった。
アトフツカ
主人公の命日まであと二日となる次の日、主人公の報告や警視庁のアーカイブから生田家での事件を知った大山は生田家での惨殺事件から時を経て父親に失望したあさひが行方不明となり、そこから湯谷に殺された生田朋花の怨念が生田が制作しているゲームに取り憑いて呪いのゲームが生まれたのではないかと仮説を立てる。
続けて、呪いのゲームの呪いを解くには行方不明となったあさひを発見して保護することが条件という仮説も立てた大山は主人公が回収したあさひの絵日記に記されていた『ミサキホテル』に生田あさひがいるのではないかと推測し、オダカのマンションを調べた後にミサキホテルへ向かうことを決め、一足先に主人公にミサキホテルへ向かうよう指示する。
主人公はミサキホテルへの旧道であるトンネルや廃トンネルにて行く手を阻むルグレを躱しつつミサキホテルへと辿り着くが、そこは人気が無くかなり荒廃した廃旅館となっていた。
ホテル内で複数のルグレから挟み打ちに遭った主人公に配信された呪いのゲームにて、どういう訳か大山と名乗るキャラクターが登場し、そのキャラクターから「ここは僕に任せて、生田あさひを探すんだ！」と指示される。ホテルを模したステージの結婚式場と思われる場所であさひと思われる少女が倒れていることを知った主人公はルグレの挟み打ちから逃れ、ミサキホテルの結婚式場を目指すことになる。
そして結婚式場に辿り着いた主人公はテーブルに顔を伏せて座ったまま孤独死していたあさひを発見。その直後に主人公に呪いのゲームが配信され、ゲーム内であさひは制作中のゲームは父親を奪い、母親を殺したものであるため許さないと語る。そして何故父親は帰ってこないのかを主人公に問い詰め、最後にずっと父親を待っていたことを話して消えていった。呪いのゲームの呪いは孤独死した生田あさひによるものだったのだ。
そして現実世界でもゲームのようにあさひが主人公の前から姿を消す。あさひのいたテーブルから絵日記の破られた1ページを発見して回収した主人公は後からミサキホテルに駆けつける大山に報告すべく、ミサキホテルを後にして大山と合流しようとする。
廃トンネル内にて大山はメールで廃トンネルの入り口で待っていると知らせ、廃トンネルの入り口へ向かう主人公だが、入り口では呪いのゲームに関わりが無いはずの大山がどういう訳かルグレと化していた。ルグレ化した大山は猛スピードで主人公に襲い掛かるが、主人公は急いで廃トンネルの脇道に逃げ込む。
その直後に配信された呪いのゲームでホテルの客のキャラクターが全員あさひのキャラクターの姿に変わり、父親やゲーム、主人公への激しい憎悪を投げかける。
主人公はアテもなく廃トンネルを彷徨っていたところでパソコンの自動送信による大山のメールが届き、そこにはオダカの部屋の落書きについての疑問の内容が書かれていた。主人公はオダカがいたロフトに灯台の落書きがあったことを思い出し、さらに先程回収した絵日記の1ページにも灯台が描かれていたことも思い出す。
このことからミサキホテルの近辺にある『七支岬灯台』に呪いの謎を解く手掛かりがあることを見出した主人公は廃トンネルを脱出し、七支岬灯台へ向かう。
サイゴノヒ
そして七支岬灯台へ向かう途中で一日を跨いで主人公の命日となる最後の日、大山を失って孤立無援となった主人公は灯台の入り口でルグレのような姿となったあさひと遭遇する。その瞬間にあさひは姿を消すが、灯台内で展望台を目指す主人公の目の前に幾度か現れては消えるを繰り返して主人公を妨害する。
展望台に辿り着いた主人公は展望台から飛び降り自殺をするかのように下へ落下していくあさひを目撃する。主人公は落下したあさひを追って地上へ戻るが、主人公の死のタイミングとなる夜明けまで残り3分しかない。
主人公はあさひを追うが、その途中でこれまで呪いのゲームで死んでルグレとなっていた被害者たちの石像を発見する。
最初に見つけた大山の石像に触れるとルグレとなった大山が現れ、主人公にゲーム内で自分が配信されてきた呪いのゲームを無視し続けたらどうなるかの検証をしていたことや、ゲームに取り込まれたことで知ることができたゲームの真実を主人公に話し、全ての被害者たちに伝えることも話してゲームが一時終了する。
主人公は全ての被害者たちの石像に触れ、ゲーム内にて全ての被害者たちからあさひにゲームの真実を伝えるよう託される。最奥部の岬のベンチに座っているあさひを発見した主人公はいつの間にか配信されていた呪いのゲームを開始。
ゲーム内であさひはゲームの真実を伝えられ、さらに途中で現れた母親の生田朋花から説得を受ける。そして現実世界にて、岬のベンチにやってきた生田はあさひとの約束を破ったことを謝り、今まで制作していたゲームへの本当の想いをあさひに伝えた。
父親の本当の気持ちを知ることができたあさひはルグレの姿から元のあさひの姿に戻り、朝日が昇った明るい空へと消えて成仏した。
こうしてあさひの呪いから解放されて生き伸びることができた主人公はその場に居合わせた生田に制作中のゲームの続きはどうなるのかを聞く。生田は死んでしまった妻の朋花や娘のあさひのためにも制作中のゲーム『LOAD TO SUNRISE』を完成させることを決意する。

## 登場人物
主人公
20歳。男性または女性が選択できる。
私立南都大学の2回生で、文学部国文学科に在籍しているごく普通の大学生。友人のリコに頼まれ大学に来なくなった先輩・オダカの家へ向かうが、そこで変死したオダカを発見。その後オダカから呪いのゲームが配信されてきたことにより、呪いの連鎖に巻き込まれる。大山の協力のもと、数々の場所に調査に向かい、呪いの真相に迫っていく。
男女どちらを選んでもストーリー自体は変わらないが、特定の地形での足音が異なる。またアトムイカやアトイツカで語られるオダカやリコとの関係性が変化する。スポーツ経験は特に無いごく普通の大学生であることを意識しているためか、走行速度は遅い。
長沢 理子（ながさわ りこ）
19歳。主人公の友達で大学生。愛称リコ。
文学部史学科在籍。オダカの恋人。ゲームに熱中し大学に来ないオダカと喧嘩してしまい、気まずいため主人公にオダカを家から連れ出してくれるよう頼む。主人公よりも五日早くオダカからゲームを配信されているが、ゲームの呪いのことは信じていない様子。オダカの死の翌日、死んだはずのオダカの声に誘われ向かった先で、ルグレと化したオダカに襲われ死亡。その後彼女もルグレと化し、主人公に襲いかかる。
後に呪いのゲームの中でも登場し、その際主人公の性別によって台詞が若干変化する。主人公が男性の場合、内心ではオダカよりも主人公に好意を抱いていたことが判明する。
尾高 文人（おだか ふみひと）
21歳。主人公の先輩で大学生。愛称オダカ。
文学部地理学科人文地理学専攻。金持ちの息子で、高級マンションで一人暮らしをしている。配信されてきたゲームをプレイしてしまい、家に籠ってゲームをクリアし生き残ろうとした（ゲームクリアの為に、「魔除けの水」なる物を購入している）が、最初の街から出ることすらできずに七日が経過。呪いによって死亡し、水死体となって発見された。その後ルグレと化し、リコを死亡させた後、主人公にも襲いかかる。
後に呪いのゲームの中でも登場し、その際主人公の性別によって台詞が若干変化する。主人公が女性の場合、内心ではリコよりも主人公に思いを寄せており、リコを疎ましく思っているような発言もある。
大山 法基（おおやま ほうき）
35歳。南都大学社会学部現代社会学科准教授。
領域横断情報学専門。警視庁にコネがあるらしく、呪いのゲームに関する事件を知っている。呪いのゲームを配信された主人公の手助けをするが、自分から動くことは滅多になく、基本的に情報収集をしたり、主人公にメールでその情報を与えたりする。実は主人公より一日早く呪いのゲームを配信されており、配信の直後に呪いのゲームを持った主人公が現れたため、「呪いのゲームを無視し続けるとどうなるか」と言う実験を自らのTSを用いて実行、その結果ゲームに取り込まれてルグレと化してしまう。しかし自我を保っていたため執拗に主人公を襲うことはなく、最後まで主人公をサポートし続けた。物語の終盤では呪いのゲームの中に現れ、主人公にあさひを助けてほしいと頼む。
生田 潮（いくた うしお）
42歳。物語のキーパーソンとなる男性。かつてはUTA-SOFTに勤務しゲーム開発をしていた。
人望に厚く、社員からも慕われていたが、理想主義を貫いたゲーム作りをしたため解雇されてしまう。さらには妻の朋花を殺された上娘のあさひにも心を閉ざされてしまい、心を病み行方不明となった。実際はその後差し押さえられた自宅に密かに戻り、廃人同然の暮らしをしていたが、物語後半で主人公に発見され、警察に保護される。後に正気を取り戻して主人公とあさひの霊の前に現れ、寂しい思いをさせ続けてきたあさひに謝罪し、製作途中だったゲームの続きを作ることを決意する。
生田 朋花 （いくた ともか）
生田潮の妻。
夫がゲーム製作のためにしばらく家を留守にして会社に勤務している間、家事と娘のあさひの世話をしていた。
しかし突然生田家に侵入してきた湯谷に子供部屋に追い詰められ惨殺される。
サイゴノヒの終盤でゲーム内に登場し、あさひを説得した。
生田 あさひ（いくた あさひ）
生田潮の娘。
もともとは家族を愛する優しい娘だったが、ゲーム制作に打ち込み家に帰らない父に対しだんだんと嫌悪感を抱き始め、更には母親が湯谷に惨殺された現場を目撃してしまう。自身は逃げ出し助かったものの、母親の死後もゲームを作り続ける父の姿を見て完全に心を閉ざしてしまい、ある日突然行方不明となり、孤独に死亡する。死後は霊となってこの世にとどまっており、彼女が抱いていた母親を殺された恨みや怒り、父に対する不満が父・潮の作っていた未完成のゲームに宿ったことで呪いのゲームを生みだす。ゲームそのものを憎悪しており、ゲームに関わるすべての人間に報復しようとした。最後は主人公によって事件の真相が判明、さらにゲームの中に現れた母の説得によって改心し、成仏した。
湯谷 紳（ゆたに しん）
UTA-SOFTの社長。呪いのゲームの犠牲者の一人。
家族のため幸せそうに働く生田に嫉妬心を抱いており、その生田によって会社が倒産寸前にまで追い込まれた結果、精神を病んで半狂乱となり、あさひの母を惨殺してしまう。唯一の目撃者であったあさひが失踪したことにより逮捕はされなかったが、後に呪いのゲームによって死亡した。終盤で正気に戻った状態でゲーム内に登場し、主人公に自分の本当の気持ちを伝える。
アトミッカの過去のあさひ視点で登場し、目撃者のあさひを多彩な方向から現れてはゆっくりと追跡する。ルグレと同じく触れてしまうとゲームオーバーになるため、目的の場所まで逃げ続ける必要がある。なお人間ではあるもののルグレと同じ扱いのようで、彼がいる場所ではTSのゲーム画面にノイズが走り、ミエナイモオドでは透明になる。
ルイーズ 野間（るいーず のま）
UTA-SOFTのサウンドコンポーザー。作中で登場するUTA-SOFT社員の紅一点。
呪いのゲームによってルグレと化し、主人公に襲いかかる。自分の作った音楽をずっと聞いていられるという理由から、ゲームに取り込まれたことを喜んでいる。
柳楽 典光（なぎら のりみつ）
UTA-SOFTのプログラマー。
プログラマーの自分以上に熱心にゲーム制作に打ち込む生田に共感し、自らも懸命にゲーム制作に取り組んでいた。呪いのゲームによってルグレと化し、その意識を「バグだらけ」の世界に閉じ込められたまま主人公に襲いかかる。
沢村 久志（さわむら ひさし）
UTA-SOFTのグラフィッカー。
生田の不当解雇に反対して退職したらしい。幼いころに母親を亡くしており、母を失ったあさひの気持ちが分かると言っていた。呪いのゲームによってルグレと化し、主人公に襲いかかる。

## 用語解説
呪いのゲーム
「7日間以内にクリアできなければ死ぬ」と都市伝説に伝わる謎のゲーム。
TSの配信機能によって多くの人間に伝播し、増殖を繰り返している。
主人公のTSのメインメニューに常に表示されているが、本来ゲームタイトルにあたる部分はひどく文字化けしており、シナリオの進行状況に応じて「アトナノカ」「アトムイカ」と、クリアまでの期限が表示される。
ルグレ
主人公の前に度々現れる謎の存在。肌が白く、目と口が穴のように黒く染まった異様な顔が特徴。触れるとゲームオーバーとなる。その正体は、呪いのゲームをクリアできなかった死者であり、呪いの真相に迫ろうとする者の前に立ち塞がり、排除しようとする。
行動パターンは複数あり、特定の場所で立ち止まったり、決まったルートを巡回したり、目的地へ進み到達すると立ち止まる等ある。また一定の距離まで近づくとこちらへ素早いスピードで襲い掛かるルグレもいるため、不用意に近づくのは危険である。
「ルグレ」（regret）という名は大山教授が付けたもので、フランス語で「後悔」の意。
呪いのゲームの画面に強い影響を及ぼし、ルグレと同じフロアにいるときに呪いのゲームの画面を開くとノイズが走る。この性質を利用して呪いのゲームの画面をチェックすることでルグレのクリアリングが可能。
ミエナイモオドでは一定距離離れていると透明化して文字通り見えなくなる。（足音や声は聞こえる）
UTA-SOFT（ユタソフト）
ゲームソフトメーカー。
家族愛をテーマとした「プロジェクトSUN」というゲームを開発していたが、スタッフ間の不和をきっかけとして本編開始の4年前に倒産、その後会社関係者は次々と失踪している。
TS（ツインスクリーン）
主人公が携帯する携帯ゲーム機。名前の通り2つの画面が連結した構造となっている。
ネットワーク接続機能を持ち、電子メールのやりとりやゲームの配信を受けることができる。
探索パートでセレクトボタンを押すことによりメインメニューを呼び出すことができ、セーブと中断もそこで行う。なおメニューのデザインは初代ニンテンドーDSのメインメニューを模したものとなっており、ネタ元と同じく一番上のボタンをタッチすることで「呪いのゲーム」をプレイすることができる。

## 参考

### ナナシ ノ シタイ
富士急ハイランドのお化け屋敷「戦慄迷宮4.0」とのコラボレーションで、「戦慄迷宮4.0 ナナシ ノ シタイ」が2008年7月から11月までの期間限定で行われていた。アトラクション内で「ある言葉」が書かれたアイテムを持ち帰ると、ゲーム内で隠しモードが遊べるようになる。また、ゲーム内にもアトラクションの一部と思われる舞台が登場する。
ナナシノゲエムのハジメカラを選んでプレイヤーの名前を「ノロワレロ」にするとコラボステージがプレイできるようになる。